# 攬勝亭
攬勝亭（らんしょうてい）は、福島県会津若松市柳原二丁目にあった日本庭園。会津三庭園の一つ、地方四苑の一つともいわれた。

## 歴史
江戸時代の天文年間に造園された日本庭園で大正時代まで長尾氏が所有していた。攬勝亭の前身の庭園は天文12年（1543年）に長尾信景が築いたとされ、攬勝亭は目黒浄定の作とする伝承があった。『若松市史』（昭和16年）によると「亭は北会津郡神指村字柳原元肝煎長尾代吉の庭園なり」としている。
攬勝亭の庭号は保科正之によって命名された。御薬園や可月亭庭園とともに会津三庭園の一つに数えられた。
2019年（令和元年）12月に会津若松市から開発許可が下りた。跡地は宅地化されている。
園内には会津藩主松平容保の歌碑と俳人九華堂東三の句碑があり、会津若松市は宅地内の緑地に保存するよう開発業者に依頼し、業者側も保存する方針で緩衝材に包んで現地で保管していた。しかし、2022年（令和4年）夏に業者と会津若松市教育委員会文化課の担当者が確認したところ、別の石が包まれていたことが分かり石碑は所在不明となっている。
詳しい歴史と保存活動の詳細については、攬勝亭を守る会ホームページ、ブログ攬勝亭物語、Facebook：攬勝亭を守る会、に記載されている。

## 構成
日本庭園は磐梯山を望む場所に築かれ、面積は約830坪だった。5か所の築山があったほか、上池、中池、下池の3つの池があり細い水路でつながっていた。上池には中島があり石橋や沢飛も設けられていた。園内の各所に凝灰岩製の雪見石燈籠や層塔が添景として配置されていた。